# Karen Olivo
Karen Olivo (New York, 7 agosto 1976) è un'attrice e cantante statunitense, attiva in campo teatrale e televisivo.

## Biografia
Karen Olivo è nata nel Bronx ed è cresciuta a Bartow, in Florida. Ha studiato al conservatorio dell'Università di Cincinnati, ma ha abbandonato l'università dopo il secondo anno per unirsi al cast di Rent a Broadway nel 1997. Dopo aver passato un anno nella compagnia newyorchese - in cui interpretava un ruolo minore era la sostituta per la parte della protagonista - nel 1998 si è unita alla tournée statunitense del musical, prima come membro dell'ensemble e poi nel ruolo principale di Mimi, che ha ricoperto fino al gennaio 1999. Tornata a New York, la Oliva ha recitato nuovamente a Broadway nel 2004 nel musical Brooklyn. Dopo aver recitato nel musical Miracle Brothers nel 2005, nel 2009 ha recitato nella prima di In the Heights a Broadway, in cui ha ricoperto il ruolo principale di Vanessa accanto a Lin-Manuel Miranda. L'anno successivo ha recitato nuovamente a Broadway in un revival di West Side Story e per la sua interpretazione nel ruolo di Anita ha vinto il Tony Award alla migliore attrice non protagonista in un musical. Successivamente è rimasta nel cast fino al maggio 2010, quando una frattura al piede durante una rappresentazione l'ha costretta ad abbandonare lo show.
Nel 2011 ha fatto una rara apparizione nel mondo della prosa, recitando nel dramma di Lynn Nottage By The Way, Meet Vera Stark nell'Off Broadway. Dopo una breve pausa dal mondo dello spettacolo, nel 2014 è tornata a recitare a New York nel musical di Jonathan Larson tick, tick... BOOM! al New York City Center con Lin-Manuel Miranda e Leslie Odom Jr. Nel 2016 ha interpretato nuovamente Anita in uno speciale allestimento di West Side Story in scena al Festival di Salisburgo con Cecilia Bartoli nel ruolo di Maria. Dal 2016 al 2017 ha interpretato Angelica Schuyler nel musical Hamilton a Chicago, mentre nel 2018 ha recitato in Chess al Kennedy Center di Washington e ha interpretato Alison Bechdel in Fun Home a Madison. Nel 2019 è tornata a recitare a Broadway per la prima volta in quasi dieci anni per interpretare Satine nella riduzione teatrale di Moulin Rouge! e per la sua interpretazione ha ottenuto una nomination al Tony Award alla miglior attrice protagonista in un musical.

### Vita privata
Karen Olivo è stata sposata con l'attore Matt Caplan dal 2006 al 2012. Nel 2014 si è risposata con James Uphoff, con cui ha avuto due figli.

## Filmografia parziale

### Televisione
- La valle dei pini - serie TV, 1 episodio (2005)
- Law & Order - I due volti della giustizia - serie TV, 1 episodio (2005)
- Conviction - serie TV, 2 episodi (2006)
- Law & Order - Unità vittime speciali - serie TV, 2 episodi (2007-2013)
- Law & Order: Criminal Intent - serie TV, 1 episodio (2010)
- The Good Wife - serie TV, 3 episodi (2010-2012)
- Chase - serie TV, 1 episodio (2011)
- Harry's Law - serie TV, 22 episodi (2011-2012)
- Criminal Minds: Suspect Behavior - serie TV, 1 episodio (2012)

## Doppiatrici italiane
Nelle versioni in italiano dei suoi lavori, Karen Olivo è stata doppiata da:
- Domitilla D'Amico in The Good Wife
- Laura Romano in Harry's Law
- Micaela Incitti in Criminal Minds: Suspect Behavior